# Тамарин Шварца
Тамарин Шварца (лат. Saguinus inustus) — вид игрунковых обезьян из рода тамаринов (Saguinus). Встречается в Бразилии и Колумбии.

## Описание
У тамаринов Шварца неотстоящие большие пальцы. В отличие от игрунок, у них (как и у всех тамаринов) клыки больше резцов, и морфология их челюсти не приспособлена к разгрызанию коры в поиске древесных соков. Шерсть чёрная, на лице участки без пигментации. Длин взрослого животного составляет от 21 до 29 см. Длина хвоста составляет от 33 до 42 см.

## Поведение
Населяют дождевые леса Амазонии, как реликтовые, так и вторичные, а также опушки и изолированные фрагменты леса. Часто встречаются вблизи человеческого жилья.
В рационе фрукты, цветы, нектар, древесные соки и мелкие животные (лягушки, улитки, ящерицы, пауки и насекомые). Древесные соки занимают скромное место в рационе, поскольку челюстной аппарат плохо приспособлен к вскрытию древесной коры.
Образуют семейные группы от 4 до 15 особей (обычно от 2 до 8). Во время брачного сезона потомство приносит обычно только одна самка из группы. Территория группы составляет в среднем 35 га. Предпочитают добывать пищу в нижнем ярусе леса на высоте околок 10 метров над землёй.

## Распространение
Ареал зажат между рекой Риу-Негру в её верхнем течении и рекой Жапурой.

## Статус популяции
Вид широко распространён в лесах Амазонии. Считается, что тамарины Шварца хорошо приспосабливаются к проживанию во вторичных лесах. Угроз популяции в настоящее время не выявлено. На 2008 год плотность популяции в нижнем течении Жапуры оценивается в 19,6 особей на км². Международный союз охраны природы присвоил виду охранный статус "Вызывает наименьшие опасения".